# 22e Europese Filmprijzen
De 22e uitreiking van de Europese Filmprijzen waarbij prijzen werden uitgereikt in verschillende categorieën voor Europese films vond plaats op 12 december 2009 in de Duitse stad Bochum.

## Nominaties en winnaars

#### Beste film
- Das weiße Band
  - Film Tank
  - Låt den rätte komma in
  - Un prophète
  - The Reader
  - Slumdog Millionaire

#### Beste regisseur
- Michael Haneke – Das weiße Band
  - Pedro Almodóvar – Los abrazos rotos
  - Andrea Arnold – Fish Tank
  - Jacques Audiard – Un prophète
  - Danny Boyle – Slumdog Millionaire
  - Lars von Trier – Antichrist

#### Beste acteur
- Tahar Rahim – Un prophète
  - Moritz Bleibtreu – Der Baader Meinhof Komplex
  - Steve Evets – Looking for Eric
  - David Kross – The Reader
  - Dev Patel – Slumdog Millionaire
  - Filippo Timi – Vincere

#### Beste actrice
- Kate Winslet – The Reader 
  - Penélope Cruz – Los abrazos rotos
  - Charlotte Gainsbourg – Antichrist
  - Katie Jarvis – Film Tank
  - Yolande Moreau – Séraphine
  - Noomi Rapace – Män som hatar kvinnor

#### Beste scenario
- Michael Haneke – Das weiße Band 
  - Jacques Audiard & Thomas Bidegain – Un prophète
  - Simon Beaufoy – Slumdog Millionaire
  - Gianni di Gregorio – Pranzo di ferragosto

#### Beste cinematografie
- Anthony Dod Mantle – Antichrist & Slumdog Millionaire
  - Christian Berger – Das weiße Band
  - Maxim Drozdov & Alisher Khamidkhodzhaev – Bumazhny soldat
  - Stéphane Fontaine – Un prophète

#### Beste animatiefilm
- Mia et le Migou – Jacques-Rémy Girerd
  - Niko - Lentäjän poika – Michael Hegner & Kari Juusonen
  - The Secret of Kells – Tomm Moore

#### Beste filmmuziek
- Alberto Iglesias – Los abrazos rotos
  - Alexandre Desplat – Coco avant Chanel
  - Jakob Groth – Män som hatar kvinnor
  - Johan Söderqvist – Låt den rätte komma in

#### Publieksprijs
- Slumdog Millionaire
  - Der Baader Meinhof Komplex
  - Coco avant Chanel
  - Pranzo di ferragosto
  - Fly Me to the Moon
  - The Duchess
  - Låt den rätte komma in
  - Transporter 3
  - Män som hatar kvinnor
  - Los abrazos rotos